# René Landry
René "Pepsi" Landry (21 de maio de 1937 – 2 de agosto de 2016) foi uma figura política em Nova Brunswick, Canadá. Ele representou Norte de Moncton na Assembléia Legislativa de Nova Brunswick como um membro do conservador progressivo.
Ele nasceu em Moncton, Nova Brunswick, filho de Léonie LeBlanc e Wilfred Landry. Landry foi educado na Universidade de Ottawa, Universidade de Moncton e Universidade Sir George Williams. Ele trabalhou em Moncton Boys and Girls Club e depois trabalhou como coordenador de instalações na cidade de Moncton. Casou-se com Jacqueline Gagnon. Sua candidatura à reeleição para a Assembleia Provincial em 2003, não teve êxito.
Em 2004, Landry foi eleito para a Câmara Municipal de Moncton. Ele foi nomeado para a Comissão de Direitos Humanos New Brunswick em 2006.